# Église Saint-Martin d'Écommoy
L'église Saint-Martin d'Ecommoy est une église du village d'Ecommoy en Sarthe, datant de 1843 et de style néogothique construite sur plan basilical avec clocher-porche. 
L'église est inscrite au titre des Monuments historiques depuis le 13 septembre 2007.

## Histoire
L'église a été construite sur l'initiative de l'abbé Pierre Julien Fouquet, curé d'Ecommoy. Il s'agit du premier édifice néogothique du département et a été construite à l'emplacement d'une église datant du XIVe ou XVe siècle.
Les paroissiens ont participé à son érection via des dons ou en permettant l'extraction des matériaux de construction depuis leurs carrières. 

## Vitraux
Le maître-verrier François Fialeix a réalisé des vitraux pour l'église en 1850.